# Essence Atkins
Essence Atkins (n. 1972) este o actriță americană de comedie. este cunoscută pentru rolul Dee Dee Thorne din sitcomul Half & Half, difuzat de UPN.

## Filmografie
- Nikita's Blues (short film) (1999): Nikita
- Nikita Blues (2000): Nikita
- Love Song (2000): Toni
- XCU: Extreme Close Up (2001): Tamikah Jones
- How High (2001): Jamie
- Looking Through Lillian (2002): Andrea
- Deliver Us from Eva (2003): Kareenah Dandridge
- Love...& Other 4 Letter Words (2007): Roxanne
- Love for Sale (2008): Candace
- N-Secure (2009): Robin Joyner
- Dance Flick (2009): Charity
- Preacher's Kid (2010): Peaches
- Dysfunctional Friends (2011): Alice
- The Bachelor Party (2011): Michelle
- A Haunted House (2013) : Kisha

## Televiziune
- The Cosby Show (1986–1989): Paula
- Sunday in Paris (1991): Alison Chase
- Charlie Hoover (1991): Amy
- Family Matters (1992): Becky
- Here and Now (1992): Kahlila / Khalilia
- Saved by the Bell: The College Years (1993): Danielle Marks
- Under One Roof (1995): Charlotte "Charlie" Langston
- The Wayans Bros (1995): Nina
- The Parent Hood (1996): Chantel
- Malibu Shores (1996): Julie Tate
- The John Larroquette Show (1996): Jocelyn
- Promised Land (1998): Rachel
- Smart Guy (1997–1999): Tasha Yvette Henderson
- Moesha (1999): Piper Davis
- Sabrina, the Teenage Witch (2000): Marnie
- Love, Inc (2005): Renee
- Half & Half (2002–2006): Dee Dee Thorne
- Football Wives (2007)
- The Class (2007): Melanie Deacon
- House (2007): Captain Greta Cooper
- Nite Tales: The Series (2009): Shandra
- Are We There Yet? (2010–present): Suzanne Kingston-Persons
- Tyler Perry's House of Payne (2011): Monica
- Mr. Box Office (2012): Samantha Owens